# 小行星4161
小行星4161（4161 Amasis）是一颗绕太阳运转的小行星，为主小行星带小行星。该小行星于1960年9月24日发现。

## 轨道参数
小行星4161的轨道半长轴为3.0741765 UA，离心率为0.092。